# Попугаева, Лариса Анатольевна
Лари́са Анато́льевна Попуга́ева (3 сентября 1923, Калуга, СССР — 19 сентября 1977, Ленинград, СССР) — советский учёный-геолог, первооткрыватель якутских алмазов в СССР, кимберлитовой трубки «Зарница» (1954).

## Биография
Лариса Гринцевич родилась 3 сентября 1923 года в Калуге. Её отец, Анатолий Гринцевич, — секретарь Пригородного райкома партии в Одессе, был расстрелян в 1937 году. Мать, Ольга Гринцевич, — ленинградский искусствовед.
В 1937 году после гибели отца, вместе с матерью и родившейся в Одессе сестрой Ириной, вернулась в Ленинград. В 1941 году окончила школу и поступила на геолого-почвенный факультет Ленинградского университета.
Великую Отечественную войну встретила в Москве, куда её вместе с другими выпускниками — отличниками ленинградских школ — отправили по специальной путёвке на Всесоюзную сельскохозяйственную выставку. В начале войны эту группу оставили на неопределённое время в Москве. Между тем мать и сестра Ларисы уехали в эвакуацию на Урал.
В сентябре 1941 года приехала в Молотов, куда эвакуировались её мать и четырёхлетняя сестра, и продолжила учёбу на геолого-почвенном факультете Молотовского университета. Окончила курсы медсестёр, работала в клинике. Затем окончила курсы пулемётчиков.
С апреля 1942 года по июль 1945 года была добровольцем в дивизии ПВО Москвы, командиром орудийного расчёта, получила звание младшего сержанта. Здесь вступила в ВЛКСМ (раньше её не принимали как дочь «врага народа»). В 1944 году вступила в ВКП(б).
В 1950 году окончила кафедру минералогии Ленинградского университета. Одновременно с учёбой три года трудилась прорабом-геологом в разных экспедициях Северо-Западного геологического управления.
Уже в 1950 году её работа на севере Иркутской области оказалась связанной с алмазами. Летом 1951 года была в экспедиции на Приполярном Урале.
В 1952 году Лариса Гринцевич вышла замуж за преподавателя ЛИСИ Виктора Попугаева.
В 1950 году в Центральной экспедиции геологического управления начали изучать пески из Якутии на предмет выявления минералов-спутников алмаза. Вела эти работы геолог Н. Н. Сарсадских. В 1953 году Лариса Гринцевич-Попугаева стала помощницей Н. Н. Сарсадских на полевых работах в Якутии.
В июне 1954 года она обнаружила кимберлитовую поверхность, впоследствии получившую название трубка «Зарница». На следующий год в этой местности открыли ещё десять трубок, в том числе богатейшую по запасам — «Удачную». «Зарница» стала для геологов своеобразным полигоном по овладению пироповым методом поисков кимберлитовых тел. Сейчас в тех местах — город Удачный, карьеры, посёлки, аэропорт, обогатительные фабрики, дороги.
Однако все заслуги — разработку пиропового метода и открытие кимберлитовых трубок — присвоила себе Амакинская экспедиция. На совещании главный инженер заявил, что именно Амакинская экспедиция нашла кимберлитовую трубку. Руководство экспедиции пыталось вынудить Л. А. Гринцевич-Попугаеву перейти на работу к ним, написав заявление «задним числом», до открытия месторождения. Сначала она отказывалась, но через полтора месяца, после многочисленных угроз и давления, сдалась и оформилась сотрудницей экспедиции задним числом. Когда она вернулась в Ленинград, Сарсадских обвинила её в непорядочности.
В 1954—1955 годах Гринцевич-Попугаева Л. А. работала в Ленинграде. В 1955 году с соавторстве с Наталией Сарсадских она опубликовала в журнале «Разведка и охрана недр» статью, в которой было дано строго научное обоснование того, что найденная порода является кимберлитом.
В 1956 году уволилась из Амакинской экспедиции, но в Ленинграде по месту прежней работы её не взяли. Она поступила в аспирантуру в Горный институт.
В 1957 году шесть геологов Амакинской экспедиции получили Ленинскую премию. Имени Ларисы Анатольевны Гринцевич-Попугаевой в этом списке не было.
В ознаменование 325-летия вхождения Якутии в состав России она была награждена в 1957 году орденом Ленина «за достигнутые успехи в хозяйственном и культурном строительстве».
Когда в 1959 году скульптор Вера Исаева просила её позировать для монумента в честь открывателей алмазов Якутии, Попугаева ей ответила «Я не хочу быть объектом задуманной Вами композиции, изображайте кого хотите, но я в этом участвовать не желаю. Это открытие принесло мне массу разочарований. Я увидела бездну предательства и вранья, пережила удары в спину, поэтому больше всего хочу забыть эту историю. Да, я открыла месторождение, и на этом поставим точку».
В 1959 году перешла в Центральную научно-исследовательскую лабораторию камней-самоцветов при Ленгорисполкоме, где занималась инвентаризацией всех алмазных месторождений в СССР.
С 1966 года лабораторию реорганизовали ВНИИЮвелирпром, где она работала начальником лаборатории камнесамоцветного сырья.
В ноябре 1970 года защитила кандидатскую диссертацию в Ленинградском горном институте по теме «Исследование некоторых видов камнесамоцветного сырья и перспективы его использования в отечественной ювелирной промышленности».
В начале 1970-х годов подготовила к изданию «Атлас самоцветов СССР», оставшийся, однако, неопубликованным.
Выступала в клубе любителей минералов при Дворце культуры имени Ленсовета. Приглашалась на экспертизы по ювелирно-поделочному камню в Эрмитаж и на таможню.
Скончалась 19 сентября 1977 года в Ленинграде, от закупорки и разрыва аорты. Похоронена на Северном кладбище Санкт-Петербурга.

### Публикации
Книги
- Бобриевич А. П., Бондаренко М. Н., Гневушев М. А., Кинд Н. В., Корешков Б. Я., Курылева Н. А., Нефедова З. Д., Попугаева Л. А., Попова Е. Э., Скульский В. Д., Смирнов Г. И., Юркевич Р. К., Файнштейн Г. Х., Щукин В. Н. Алмазы Сибири. — М.: Госгеолтехиздат, 1957. — 159 с.

Статьи
- Сарсадских Н. Н., Попугаева Л. А. Новые данные о проявлении ультраосновного магматизма на Сибирской платформе // Разведка и охрана недр. — 1955. — № 5. — С. 11—20.
- Ильин И. В., Курылева Н. А., Попугаева Л. А., Сигал Я. Б. Хризолиты кимберлитовых трубок Якутии как драгоценные камни для ювелирной промышленности // Разведка и охрана недр. — 1958. — № 2. — С. 8—9.
- Попугаева Л. А., Шафрановский И. И. Кристалл алмаза в кимберлите из трубки «Удачная» // Записки Всесоюзного минералогического общества. — 1958. — Т. 87, № 4. — С. 494—496.
- Ilin I. V., Kuryleva N. A., Popugayeva L. A., Sigal Ya. B. Chrysolites of Yakutia’s kimberlite pipes as precious stones for the jewelry industry (англ.) // International Geology Review[англ.]. — 1959. — Vol. 1, no. 10. — P. 45—46. — doi:10.1080/00206815909473452.

## Награды
- 1943 — знак «Отличный артиллерист» за отражение атаки немецких самолётов[8]
- 1945 — медаль «За победу над Германией в Великой Отечественной войне 1941—1945 гг.»
- 1957 — орден Ленина
- 1970 — знак «Первооткрыватель месторождения»
- За выявления месторождения алмазов «Трубка Удачная» в Республике Саха (Якутия) награждена нагрудным знаком «Первооткрыватель месторождения» (2013)[9].
- Присвоено звание «Почётный гражданин города Удачного» (посмертно) (1994)[10].

## Членство в организациях
- 1944 — ВКП(б)

## Память
Именем Л. А. Попугаевой были названы:
- кимберлитовая трубка Далдынского поля, открытая в 1973 г.
- алмаз весом в 29,4 карата (около 12 мм в поперечнике)[11].
- улицы в городе Удачный, посёлке Айхал и селе Оленёк.
- средняя общеобразовательная школа № 19 в городе Удачном[12].

Попугаеваит — F-аналог брианрулстонита Ca3[B5O6(OH)6]FCl2⋅8H2O. Низкотемпературный гидротермальный минерал, сформировавшийся на контакте кимберлита и боросодержащей эвапоритовой породы, состоящей главным образом из галита. Минерал найден в кимберлитовой трубке «Интернациональная» Мирнинского кимберлитового поля. Назван в честь знаменитой советской исследовательницы, геолога Ларисы Анатольевны Попугаевой (1923—1977), одной из первооткрывателей кимберлитовых трубок и коренных месторождений алмаза в Якутии.
В центре города Удачного в 2004 году установлен памятник Ларисе Попугаевой работы петербургского скульптора Валерия Баркова.
Мемориальная доска установлена в Санкт-Петербурге на здании школы, где училась Лариса Попугаева (Подольская улица (Санкт-Петербург)).
7 сентября 2005 года в городе Мирном был открыт мемориальный комплекс «Вилюйское кольцо», посвящённый 50-летию алмазной промышленности и города Мирного. На переднем плане комплекса расположена групповая скульптура в человеческий рост — восседающий на олене проводник-эвенк и идущие следом первооткрыватели якутский алмазов Л. Попугаева со своим спутником, рабочим Ф. Беликовым.
В районе трубки «Зарница» был поставлен столб с текстом её записки 1954 года:

Впервые 21-22/8 1954 г.
Эти остатки видимо очень богатого ильменито-пиропового и возможно алмазного месторождения обнаружили работавшие в этом районе сотрудники партии № 26 ЦЭ Союзного треста № 2.
геолог — Гринцевич-Попугаева Л. А.
лаборант — Беликов Ф. А.
Все содержимое этого разрушенного коренного месторождения, судя по наблюдениям, просело вглубь. Остатки от него ищите по обе стороны от места костра и шалаша в камнях. Виднее всего они на курумах.
Желаем успехов в дальнейшей работе по поискам интересных материалов к решению наших задач.

В литературе, она является прототипом Ларисы Александровны Сорокиной — первооткрывательницы кимберлитовой трубки «Зарница» в повести Николая Якутского «Искатели алмазов».
Также о Л. А. Попугаевой в 2009 г. издательством геологического факультета СПбГУ опубликована повесть Е. Б. Трейвуса «Сверкнувшая, как зарница. Повесть о геологе Ларисе Попугаевой» (ISBN 978-5-904030-53-7).
Телерадиокомпанией ТРК «Петербург» в 2007 году, в цикле «Победительницы», был снят документальный фильм «Лариса Попугаева».
Документальные фильмы телеканала «Россия Культура»:
1. в рубрике «Обделённые славой» — «Лариса Попугаева. Алмазная грань»;
2. в цикле документальных фильмов «Легенды науки» (сезон 2) — «Лариса Попугаева». Архивная копия от 21 апреля 2021 на Wayback Machine